# اشکارکلا
اشکارکلا، روستایی است از توابع بخش دابودشت شهرستان آمل در استان مازندران ایران.
سال ها پیش یوسف آباد نیز جزئی از همین روستا بود اما بدلیل فاصله زیاد دو منطقه، آن ها را بطور جداگانه نامگذاری کردند

## جمعیت
این روستا در دهستان دابوی میانی قرار دارد و براساس سرشماری مرکز آمار ایران در سال ۱۳۸۵، جمعیت آن ۶۰۳ نفر (۱۳۳خانوار) بوده‌است.